# Кунхёфен
Кунхёфен (нем. Kuhnhöfen) — община в Германии, в земле Рейнланд-Пфальц.
Входит в состав района Вестервальд. Подчиняется управлению Вальмерод. Население составляет 153 человека (на 31 декабря 2010 года). Занимает площадь 1,68 км².